# Wettbewerbe Aktuell
Die Zeitschrift wettbewerbe aktuell (wa) ist eine seit 1971 in der gleichnamigen Verlagsgesellschaft herausgegebene Fachzeitschrift für Architektenwettbewerbe.

## Geschichte
wa wettbewerbe aktuell wurde 1971 von Thomas Hoffmann-Kuhnt in München gegründet. Er entwickelte das Konzept einer Monatszeitschrift, die zwei Bedingungen erfüllen sollte: Die Zeitschrift sollte die prämierten Entwürfe aktueller Wettbewerbsergebnisse wertneutral und mit maßstabsgerechten Planverkleinerungen, Modellfotos und der Preisgerichtsbeurteilung dokumentieren. Außerdem sollte sie gelocht und in einem nach Themen gegliederten Ablagesystem archivierbar sein. Die Zeitschrift erschien erstmals im Juni 1971 und seitdem monatlich. Das Grundkonzept der Zeitschrift ist bis heute im Wesentlichen beibehalten worden. Zunächst wurden nur deutsche Wettbewerbsergebnisse veröffentlicht, seit Mitte der 1990er-Jahre aber auch zunehmend internationale Wettbewerbsergebnisse sowie außerdem die Darstellung der realisierten Wettbewerbsprojekte, sodass es möglich ist, ein Projekt von der Ausschreibung über den Wettbewerb bis zur Realisierung weiterzuverfolgen. Seit dem Jahr 2000 sind die wichtigsten Textbeiträge, im Besonderen die Wettbewerbsaufgabe, zweisprachig (deutsch und englisch). Das Herzstück bildet mittlerweile das einzigartige Archiv, in dem sich inzwischen weit über 30.000 Entwürfe aus fünf Jahrzehnten befinden, weshalb hier der Zeitgeist besonders deutlich sichtbar wird. Außerdem wird es von vielen Architekten als Inspirationsquelle genutzt.

## Konzept der Zeitschrift
Das Grundkonzept der Zeitschrift ist seit den ersten Ausgaben bis heute gleich geblieben: Die von der Redaktion monatlich unter vielen Wettbewerben sorgsam ausgewählten Wettbewerbsergebnisse, durchschnittlich sechs, werden wertneutral und mit maßstabsgerechten Planverkleinerungen, Modellfotos und der Preisgerichtsbeurteilung im ersten Teil der Zeitschrift dokumentiert. Im zweiten Teil werden die aus früher einmal dokumentierten Wettbewerbsergebnissen hervorgegangenen Realisierungen vorgestellt. Ein kleiner redaktioneller Vorspann zu unterschiedlichen aktuellen Themen wie Veranstaltungen für Architekten oder Buch-Neuerscheinungen sowie ein Abspann mit monatlich wechselnden Schwerpunktthemen rund ums Bauen wie z. B. Fassade, Dach, Nachhaltigkeit runden die Zeitschrift, die auch digital erhältlich ist, ab.

## Archiv und Digitalangebot
Auf der Homepage steht Abonnenten der Zeitschrift jeweils die gesamte Ausgabe auch online zur Verfügung. Darüber hinaus ist es möglich, das Archiv der seit vielen Jahrzehnten händisch ausgewählten und gesammelten Entwürfe zu nutzen: inzwischen weit über 30.000 Entwürfe. Ein besonderes Service-Angebot für Abonnenten ist der persönlich zu konfigurierende Newsletter mit täglich aktualisierten Ausschreibungen. Außerdem besteht für Architekturbüros die Möglichkeit, eine eigene Profilseite anzulegen oder Job-Anzeigen zu schalten. Im Shop können auch ältere Ausgaben, ganze Jahrgänge, einzelne Wettbewerbe oder Themenbücher erworben werden.

## Weitere Verlagsangebote
Seit 2005 wird die Zeitschrift durch die Themenbuchreihe ergänzt. Hier werden ausschließlich Wettbewerbsergebnisse zu einem bestimmten Thema veröffentlicht, wie „Büro- und Verwaltungsbauten“, „Schulbauten“, „Hallen- und Freibäder“, „Wohnen und Pflegen im Alter“. Meist handelt es sich dabei um Wettbewerbe, die zuvor nicht in der Zeitschrift veröffentlicht wurden. Es erscheinen ein bis zwei Themenbücher pro Jahr.
Einmal im Jahr erscheint außerdem die „wa-vision“, eine kostenlose Sonderausgabe der Monatszeitschrift von wa wettbewerbe aktuell mit Wettbewerben von Studenten und Absolventen.
Außerdem besteht für Auslober die Möglichkeit, ihre Wettbewerbe über die Website von wa wettbewerbe-aktuell durchzuführen.

## wa award
Architekten von morgen schon heute entdecken – unter diesem Moto sieht es wa wettbewerbe aktuell als einzige deutsche monatlich erscheinende Architekturfachzeitschrift, die sich exklusiv mit dem Thema Architekturwettbewerbe befasst, als seine Aufgabe, auch den Nachwuchs in der Architektur zu fördern. wa hat mit diesem studentischen Ideenwettbewerb ein neues Format etabliert, das jährlich an Hochschulen, Universitäten und Akademien im deutschsprachigen Raum stattfindet.